# 裏キャラクター
裏キャラクター（うらキャラクター）は、コンピュータゲームでの使用可能なキャラクターの一種。裏キャラと略されることもある。

## 概要
主に、アクションゲームや対戦型格闘ゲームなどで最初から使用可能なキャラクター（以降、「表キャラ」）に隠れたかたちで用意されている、別の使用可能なキャラクターを指す。表キャラとは異なる存在として設定されており、広義では2Pキャラや隠れキャラクターの一種とも言える。
キャラクター選択時には、通常のままだと裏キャラは表示されておらず、表キャラの位置にカーソルを移動させて決定する際に何かしらの入力を併せて行うことにより、出現する場合が多い。
外見のグラフィックは、表キャラの配色を変更しただけのものが採用される場合もあれば、線画段階からほとんど別物に近いものが採用される場合もある。また、性能は表キャラと全く同じものもあれば、明確な差異を付けられているものもある。